# 塩谷信男
塩谷 信男（しおや のぶお、1902年3月24日 - 2008年3月14日）は、日本の内科医師、心霊研究者。

## 経歴
山形県南村山郡上山町生まれ。1926年東京帝国大学医学部卒業。1930年「剔出腸管の薬理学的知見補遺」で医学博士。
1926年京城帝国大学医学部助手、1928年助教授。1931年に東京・渋谷に内科医院を開業。正心調息法を創始した。
1986年に医師を引退し、自身の医院を閉院して静岡県熱海市に隠棲。医師を退いてからはゴルフを好み、エージシュートを3回達成し、『週刊ゴルフダイジェスト』に連載コラムを持つなどした。100歳になるまでは大きな病気一つせずずっと元気で過ごしていたが、100歳を迎えた直後に脳梗塞と大腿骨骨折を併発して高度な認知症となり、そのため亡くなるまでの6年間は寝たきり状態となった。
2008年3月14日、静岡県熱海市の自宅にて105歳（享年107）で逝去する。
子に2015年文化功労者に選ばれた作家の皆川博子、北里大学名誉教授の塩谷信幸、伝奇・SF作家の塩谷隆志がいる。

## 著書
- 『健康・長寿と安楽詩 幸福をよぶ正心調息法』東明社 1993
- 『宇宙無限力の活用』東明社 1994　のちサンマーク文庫
- 『地球の破滅を救う あなたも救い人の一人です!』東明社 1994
- 『大断言 至福への扉をひらく』東明社 1996
- 『大健康力 60兆個の細胞が、いっせいに息を吹き返した!』ゴルフダイジェスト社 1997
- 『自在力 呼吸とイメージの力で人生が思いのままになる』サンマーク出版 1998　のち文庫
- 『自在力 2 豊かに悠々と生き抜くための実践法』サンマーク出版 2000
- 『100歳だからこそ、伝えたいこと 健康と生き方の秘訣を語る』サンマーク出版 2002
- 『幸福論』ゴルフダイジェスト社 2002
- 『不老力』ゴルフダイジェスト社 2002

### 共著
- 『想念力の驚異 21世紀を動かす』藤原肇共著 東明社 1996
- 『人間百歳自由自在』渡部昇一共著 致知出版社 2003